# MPEG-4 ALS
MPEG-4 ALS (Audio Lossless Coding, ALS) je rozšíření standardu komprese zvuku MPEG-4 Part 3, který je určen k bezeztrátové kompresi. Byl dokončen roku 2005. Někdy je přirovnáván k FLAC pro podobné výsledky. Podporuje multikanálové přehrávání nebo libovolnou samplovaní frekvenci. Rozšířenost tohoto formátu je naprosto minimální.